# 张允 (五代)
张允（886年—950年），五代十国时镇州束鹿（今河北省束鹿县）人。
張允开始担任镇州成德节度使张文礼的参军，后被赵在礼署为节度判官。降后唐，历任起居舍人、监察御史、水部员外郎、知制诰、给事中等。后晋时任御史中丞、兵部侍郎。天福年间，曾献上《驳赦论》，反对不当的大赦。石敬瑭任命他为翰林学士承旨。后汉乾祐初年，授吏部侍郎。张允家产数以万计，但生性吝啬，总是把全部钥匙系在自己衣服底下。郭威率兵入京，他避难藏匿在佛殿藻井之上，顶板损坏而坠落，军士即抢走他身上的衣服，他因受冻而死。